# Claude Gindre
Claude Gindre est un soyeux lyonnais, né  le 10 mars 1842 à Lyon et décédé le 10 octobre 1898 à Écully à l'âge de 56 ans. Il est le fondateur de la  Société Anonyme du Tramway d'Écully .
Il crée une usine de soierie en 1892, située rue Philippe de la Salle dans le 4e arrondissement de Lyon sur le plateau de la Croix Rousse.
Il occupait sur la commune d'Ecully, la villa de la Dombarière qu'il a fait construire  également en 1892 par l'architecte Paul Pascalon.
Il possédait un domaine agricole de 700 hectares à Laverdines dans le département du Cher. Un château et une chapelle construite par Claude Gindre complètent l'ensemble.